# Voetbal op de Tuvalu Games 2012
Voetbal op de Tuvalu Games 2012 heeft plaatsgevonden van 5 mei tot en met 5 juli 2012. Het was de 5te editie van het door de TNFA georganiseerde Tuvalu Games. Alle wedstrijden werden bij het Tuvalu Sports Ground gehouden.
De titelverdediger is FC Manu Laeva.
Tofaga A wint de finale met 2-1 tegen Tamanuku A, en heeft al voor de tweede keer de Tuvalu Games gewonnen.

## Deelnemende clubs
| Club            | Eiland     |
| --------------- | ---------- |
| Lakena United A | Nanumea    |
| Manu Laeva A    | Nukulaelae |
| Nanumaga A      | Nanumanga  |
| Nauti A         | Funafuti   |
| Niutao A        | Niutao     |
| Nui A           | Nui        |
| Tamanuku A      | Nukufetau  |
| Tofaga A        | Vaitupu    |

### Groep 1
| Land       | Wed | Win | Gel | Ver | DV | DT | +/- | Pnt |
| ---------- | --- | --- | --- | --- | -- | -- | --- | --- |
| Tofaga     | 3   | 3   | 1   | 0   | 4  | 0  | +4  | 7   |
| Tamanuku   | 3   | 1   | 1   | 1   | 3  | 3  | 0   | 4   |
| Manu Laeva | 3   | 1   | 0   | 2   | 2  | 3  | -1  | 3   |
| Nanumaga   | 3   | 1   | 0   | 2   | 3  | 6  | -3  | 3   |

|                  |          |       |                    |                                                              |
| 5 mei 2012 08:00 | Tamanuku | 2 - 3 | Nanumaga           | Tuvalu Sports Ground, Funafuti Scheidsrechter: Laupula Huehe |
| 5 mei 2012 08:00 | Felo     |       | Amatusi Afelau Ama | Tuvalu Sports Ground, Funafuti Scheidsrechter: Laupula Huehe |

|                  |            |                |        |                                |
| 5 mei 2012 13:30 | Manu Laeva | 0 - 2          | Tofaga | Tuvalu Sports Ground, Funafuti |
| 5 mei 2012 13:30 |            | Eviseni Lutelu |        | Tuvalu Sports Ground, Funafuti |

|             |          |       |            |                                |
| 12 mei 2012 | Tamanuku | 1 - 0 | Manu Laeva | Tuvalu Sports Ground, Funafuti |
| 12 mei 2012 | Elia     |       |            | Tuvalu Sports Ground, Funafuti |

|             |                 |       |          |                                |
| 12 mei 2012 | Tofaga          | 2 - 0 | Nanumaga | Tuvalu Sports Ground, Funafuti |
| 12 mei 2012 | Falefou Eviseni |       |          | Tuvalu Sports Ground, Funafuti |

|             |          |           |            |                                |
| 19 mei 2012 | Nanumaga | 0 - 2     | Manu Laeva | Tuvalu Sports Ground, Funafuti |
| 19 mei 2012 |          | Suega Sio |            | Tuvalu Sports Ground, Funafuti |

|             |        |       |          |                                |
| 19 mei 2012 | Tofaga | 0 - 0 | Tamanuku | Tuvalu Sports Ground, Funafuti |
| 19 mei 2012 |        |       |          | Tuvalu Sports Ground, Funafuti |

### Groep 2
| Land          | Wed | Win | Gel | Ver | DV | DT | +/- | Pnt |
| ------------- | --- | --- | --- | --- | -- | -- | --- | --- |
| Lakena United | 3   | 2   | 1   | 0   | 8  | 4  | +4  | 7   |
| Nauti         | 3   | 2   | 0   | 1   | 11 | 5  | +6  | 6   |
| Nui           | 3   | 1   | 0   | 2   | 3  | 6  | -3  | 3   |
| Niutao        | 3   | 0   | 1   | 2   | 3  | 10 | -7  | 1   |

|                  |                |       |                                        |                                |
| 5 mei 2012 09:50 | Niutao         | 2 - 7 | Nauti                                  | Tuvalu Sports Ground, Funafuti |
| 5 mei 2012 09:50 | Alatele Matolu |       | Sosene Uilani Mase Togavai Leki Maleko | Tuvalu Sports Ground, Funafuti |

|                  |        |       |                           |                                |
| 5 mei 2012 11.40 | Nui    | 1 - 4 | Lakena United             | Tuvalu Sports Ground, Funafuti |
| 5 mei 2012 11.40 | Lopati |       | Samuelu Toma Malona Ioane | Tuvalu Sports Ground, Funafuti |

|             |                   |       |             |                                |
| 12 mei 2012 | Lakena United     | 3 - 2 | Nauti       | Tuvalu Sports Ground, Funafuti |
| 12 mei 2012 | Iese Falegai Iese |       | Afelee Mase | Tuvalu Sports Ground, Funafuti |

|             |        |       |        |                                |
| 12 mei 2012 | Nui    | 2 - 0 | Niutao | Tuvalu Sports Ground, Funafuti |
| 12 mei 2012 | Lopati |       |        | Tuvalu Sports Ground, Funafuti |

|             |               |       |        |                                |
| 19 mei 2012 | Lakena United | 1 - 1 | Niutao | Tuvalu Sports Ground, Funafuti |
| 19 mei 2012 | Samuelu       |       | Luka   | Tuvalu Sports Ground, Funafuti |

|             |              |       |     |                                |
| 26 mei 2012 | Nauti        | 2 - 0 | Nui | Tuvalu Sports Ground, Funafuti |
| 26 mei 2012 | Mase Togavai |       |     | Tuvalu Sports Ground, Funafuti |

## Knock-outfase

### Wedstrijdschema
|  | halve finale      | halve finale      |   |                   | finale            | finale |
|  |                   |                   |   |                   |                   |        |
|  | 2 juni - Funafuti |                   |   |                   |                   |        |
|  | Tofaga            | 4                 |   |                   |                   |        |
|  | Nauti             | 0                 |   |                   |                   |        |
|  |                   |                   |   |                   |                   |        |
|  |                   |                   |   |                   | 3 juli - Funafuti |        |
|  |                   |                   |   |                   | Tofaga            | 2      |
|  |                   | Tamanuku          | 1 |                   |                   |        |
|  |                   |                   |   |                   |                   |        |
|  |                   |                   |   |                   | derde plaats      |        |
|  | 2 juni - Funafuti | 2 juni - Funafuti |   | 3 juli - Funafuti | 3 juli - Funafuti |        |
|  | Lakena United     | 1                 |   | Nauti             | 3 (7)             |        |
|  | Tamanuku          | 3                 |   |                   | Lakena United     | 3 (6)  |

### Halve finales
|             |              |       |       |                                |
| 2 juni 2012 | Tofaga       | 4 - 0 | Nauti | Tuvalu Sports Ground, Funafuti |
| 2 juni 2012 | Falefou Reme |       |       | Tuvalu Sports Ground, Funafuti |

|             |               |       |                  |                                |
| 2 juni 2012 | Lakena United | 1 - 3 | Tamanuku         | Tuvalu Sports Ground, Funafuti |
| 2 juni 2012 | Samuelu       |       | Felo Elia Taufia | Tuvalu Sports Ground, Funafuti |

### Troostfinale
|             |                                      |       |                                                |                                |
| 5 July 2012 | Nauti                                | 3 - 3 | Lakena United                                  | Tuvalu Sports Ground, Funafuti |
| 5 July 2012 | Nelson Afelee Mase                   |       | Ioane Malona Toma                              | Tuvalu Sports Ground, Funafuti |
| 5 July 2012 | Strafschoppen                        |       |                                                | Tuvalu Sports Ground, Funafuti |
| 5 July 2012 | Nelson Jay Afelee Mase John Sili Kog | 7-6   | Fakanaanga Ioane Malona Toma Kanava Tekita Tui | Tuvalu Sports Ground, Funafuti |

### Finale
|             |                |       |          |                                |
| 5 juli 2012 | Tofaga         | 2 - 1 | Tamanuku | Tuvalu Sports Ground, Funafuti |
| 5 juli 2012 | Onosai Malakai |       | Felo     | Tuvalu Sports Ground, Funafuti |

## Topscorers
| #  | Naam               | Club            | Doelp |
| -- | ------------------ | --------------- | ----- |
| 1  | Mase Tumua         | Nauti A         | 5     |
| 2  | Felo Feoto         | Tamanuku A      | 4     |
| 3  | Malona Taukatea    | Lakena United A | 3     |
| 4  | Falefou Tapugao Jr | Tofaga A        | 3     |
| 5  | Lopati Okelani     | Nui A           | 3     |
| 6  | Samelu Toai        | Lakena United A | 3     |
| 7  | Afelee Valoa       | Nauti A         | 3     |
| 8  | Etimoni Timuani    | Tofaga A        | 2     |
| 9  | Togavai Stanley    | Nauti A         | 2     |
| 10 | Eviseni Malau      | Tofaga A        | 2     |

### Jaarlijkse toekenning

#### De beste speler van de competitie
De beste speler van de competitie was Mafoa Petaia van Tamanuku A.